# ハナショウガ
ハナショウガ（Zingiber zerumbet）はショウガ科ショウガ属の多年草である。草丈約1.2メートルまで生長する。原産地は東南アジア付近であるが、熱帯に広く分布している。ハワイ語での通名はアワプヒ（ハワイ語: ʻawapuhi）で、ッオキナ（ʻokina 声門閉鎖音を表す記号）を添えて綴る。なお、カヴァ（Piper methysticum）を指すハワイ語のアワ（ハワイ語: ʻawa ）とは二重語の関係にある。英語ではbitter ginger、shampoo ginger、lempoyang（マレー語からの借用語）、pinecone gingerなどという。
ハナショウガの地下茎は食用とされ、料理の香り付けや薬味として利用されている。また、地下茎のエキスは薬用とされてきた。
学名については、属名のZingiberはサンスクリット語のsringaveram（サンスクリット: शृङ्गवरम्、「角状の根塊」）を語源とするギリシア語ζιγγίβερῐςから、種小名のzerumbetは中世ペルシア語のzurunbād (ペルシア語: زُرُنْبَاد、「ハナショウガ」）を借用した中世ラテン語zerumbetから採られている。ハナショウガは、リンネが1753年にAmomum属として発表したが、ウィリアム・ロスコーが属名をZingiber属に変更し、この変更をジェームズ・エドワード・スミスが1806年に発表した。

## 形態
ハナショウガは半日陰性の多年生草本である。秋から冬の間は休眠状態になり、地上部の葉茎が枯れて褐変し、匍匐茎が地上に露出する。春になると新芽を出す。葉形は長楕円形（葉先は鋭形、基部は鋭形で包茎）、長さ20センチメートル、葉脈は平行脈、葉序は単葉が二列互生し偽茎を形成する。開花期は晩夏から初秋で、地面から花茎を伸ばし、先端に長楕円形の穂状花序をつける（頂生）。花序には苞が鱗片状に密につき、その隙間から白〜淡黄色の小さな3弁花の花冠を出す。成熟に伴い、苞は緑色から赤色に変化し、芳香性のある粘液を出すようになる。果実は長楕円形黒色の蒴果である。

## 分布
ハナショウガの原産地は熱帯アジアからオーストララシア付近である。ベトナムではハナショウガの亜種であるZingiber zerumbet subsp. cochinchinense (Gagnep.) Triboun & K.Larsen（かつてのZ. cochinchinense）が発見されている。
ハナショウガは、パプアニューギニア南部の湿地帯クックの初期農業遺跡の10,220 - 9,910 BPという年代の地層から出土しているが，これが栽培されていたものか、あるいは採取されたものかについては不明である。ショウガと同様に、栽培の証拠として、オーストロネシア人が約5000年前の拡散時代にカヌーで運んだ植物（canoe plants）の一つとしてハナショウガがあり、その分布はリモートオセアニアに達したという証拠が見つかっている。

## 宗教
ハワイでは、ハナショウガをアワプヒ（ハワイ語: ʻawapuhi）と呼び、生殖の神カーネ（Kane）のキノ・ラウ（Kino Lau「動植物に宿る神々の化身」）の一つとみなしていた。

## 文化
日本では、沖縄県で花卉として栽培されている。
ハワイでは、ハナショウガの葉・茎・地下茎・花序を料理・薬・美容に用いている。
ハナショウガの葉と茎には芳香性があり、イム（ハワイ式地下窯）で焼くことで、豚肉や魚の旨味を引き立たせる。ハナショウガの地下茎はスライスして乾燥させた後，粉末にしてカパ（植物繊維を用いた織物の一種）に包み，暗冷所で貯蔵された。また、地下茎の精油には様々なテルペノイドが含まれているため、薬用とされてきた。捻挫の場合、この粉末を熟したノニ（ヤエヤマアオキ）と混ぜて患部に湿布のようにあてる。歯痛の場合、地下茎を加熱して柔らかくしてから押しつぶして患部に充てて放置する。胃痛の場合、地下茎から抽出した汁を水に薄めて飲むが、お茶のように飲料として摂取することで、消化の促進・血液循環の良化・幸福感を高めるといった効果も期待された。また、地下茎にはマルチ抗癌成分であるセスキテルペノイドのゼルンボン（Zerumbone）が多く含まれている。
ハナショウガの花序はシャンプーやコンディショナーとして利用されている。赤い松毬に似た成熟した花序に含まれる透明な香りの汁が髪を柔らかくし、輝きを与える。この汁は髪につけたままでも、洗い流してもよく、マッサージローションとしても利用できる。ハワイの女性は森で花序を採取し、泉や滝で浴したのちに髪や体に汁を絞りだす。

## ギャラリー

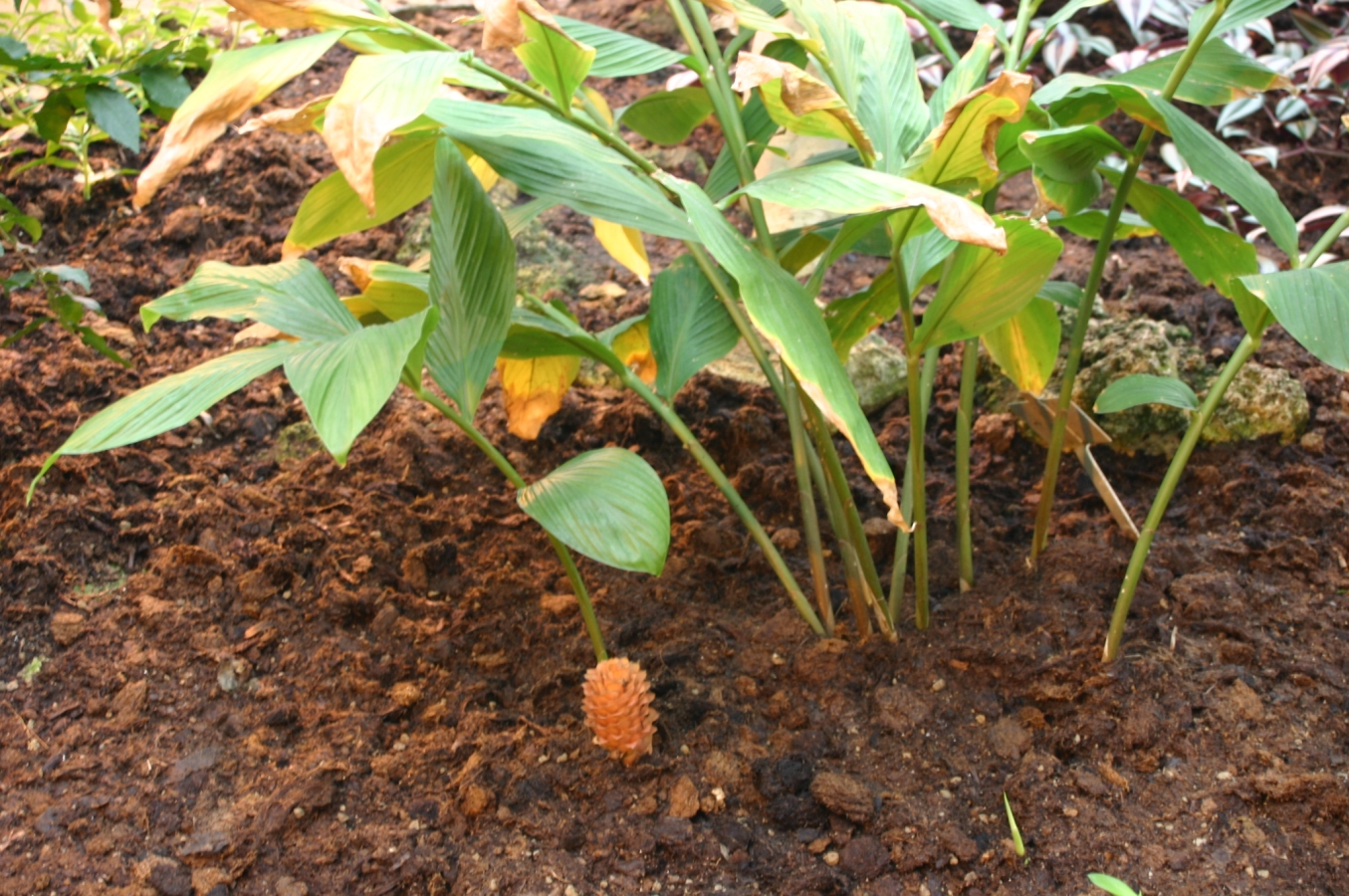
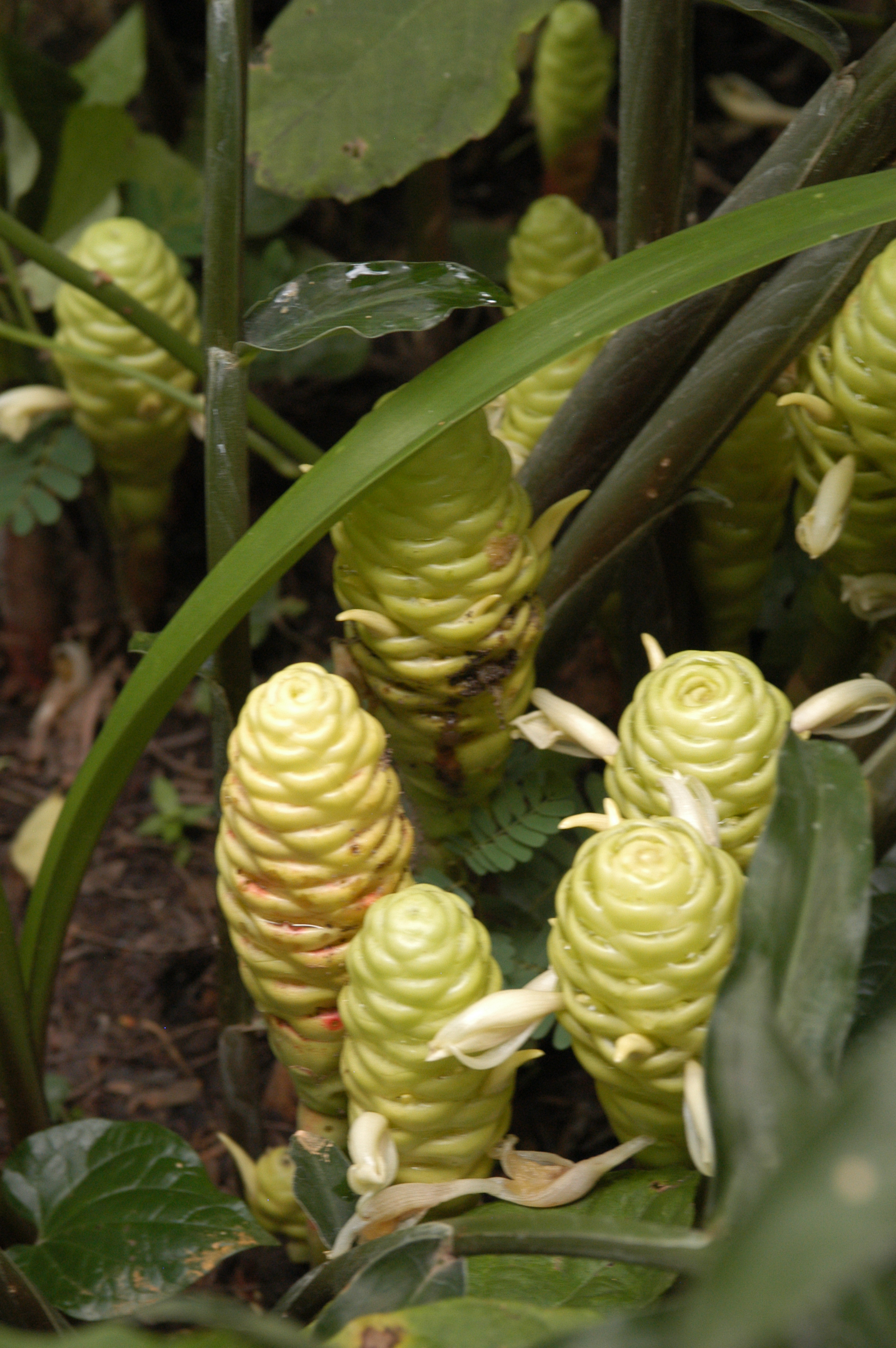
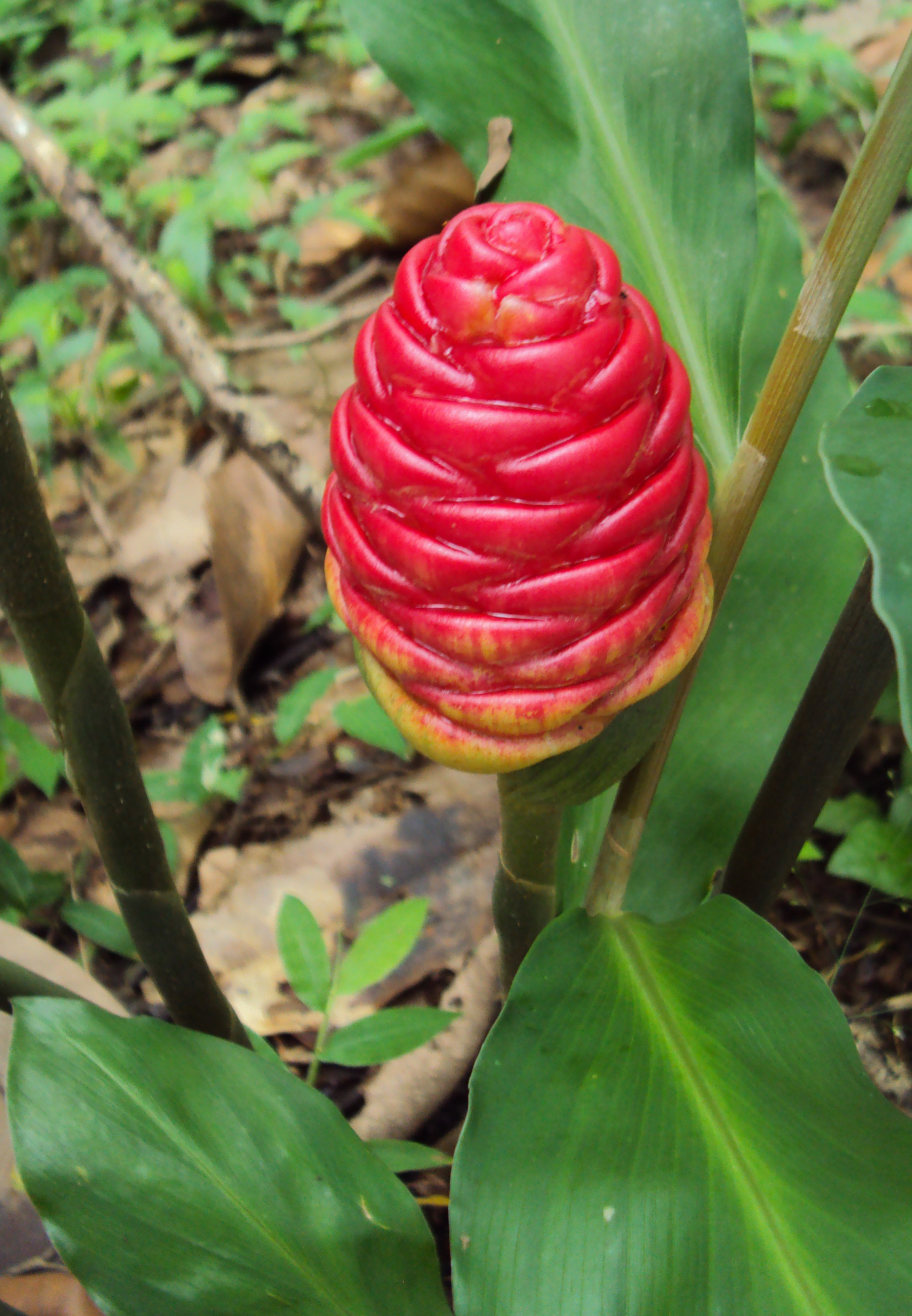